# Tourist Trophy 1970
Il Tourist Trophy 1970 fu la cinquantaduesima edizione della corsa, valevole anche per il motomondiale 1970, quale GP di Gran Bretagna, quarta delle 11 prove in programma nell'anno.
Le gare si svolsero dal 6 al 12 giugno (il 6 le gare "Production"; l'8 250 e sidecar 750; il 10 350 e sidecar 500; il 12 125 e 500).
Quest'edizione fu funestata da diverse morti (sei tra prove e gara) tra cui spicca quella dello spagnolo Santiago Herrero.

## Classifiche
In ordine di effettuazione delle gare.

### Production TT classe 750
(non valida per il Motomondiale)
26 piloti alla partenza, 12 al traguardo.
5 giri (188.56 miglia/303,550 km) Mountain Course.
Giro più veloce: il 1º di Peter Williams (Norton Commando) in 22' 38" 4 a 160,918 km/h.
| Pos. | Pilota             | Team    | Velocità media | Tempo     |
| ---- | ------------------ | ------- | -------------- | --------- |
| 1    | Malcolm Uphill     | Triumph | 97.71 mph      | 1:55.51.4 |
| 2    | Peter Williams     | Norton  | 97.69 mph      | 1:55.52.6 |
| 3    | Ray Pickrell       | Norton  | 95.86 mph      | 1:58.05.2 |
| 4    | Tom Dickie         | Triumph | 94.14 mph      | 2:00.15.0 |
| 5    | Bob Heath          | BSA     | 94.09 mph      | 2:00.19.0 |
| 6    | Hans-Otto Butenuth | BMW     | 93.54 mph      | 2:01.01.8 |
| 7    | Steve Spencer      | Norton  | 93.18 mph      | 2:01.29.2 |
| 8    | Tommy Robb         | Honda   | 92.26 mph      | 2:02.42.0 |
| 9    | John Cooper        | Honda   | 91.32 mph      | 2:03.57.6 |
| 10   | Pat Mahoney        | Norton  | 89.77 mph      | 2:06.06.0 |

### Production TT classe 500
(non valida per il Motomondiale)
11 piloti alla partenza, 7 al traguardo.
5 giri (188.56 miglia/303,550 km).
| Pos. | Pilota         | Moto      | Velocità  | Tempo     |
| ---- | -------------- | --------- | --------- | --------- |
| 1    | Frank Whiteway | Suzuki    | 89.94 mph | 2:05.52.0 |
| 2    | Gordon Pantall | Triumph   | 88.90 mph | 2:07.20.0 |
| 3    | Ray Knight     | Triumph   | 88.89 mph | 2:07.20.4 |
| 4    | R.Baylie       | Triumph   | 87.58 mph | 2:09.15.0 |
| 5    | Graham Penny   | Triumph   | 86.70 mph | 2:10.34.4 |
| 6    | J.Wade         | Suzuki    | 85.31 mph | 2:12.42.0 |
| 7    | Brian Finch    | Velocette | 83.86 mph | 2:14.59.0 |

### Production TT classe 250
(non valida per il Motomondiale)
15 piloti alla partenza, 8 al traguardo.
5 giri (188.56 miglia/303,550 km).
| Pos. | Pilota           | Moto   | Velocità  | Tempo     |
| ---- | ---------------- | ------ | --------- | --------- |
| 1    | Chas Mortimer    | Ducati | 84.87 mph | 2:13.23.4 |
| 2    | John Williams    | Honda  | 84.80 mph | 2:13.29.0 |
| 3    | Stan Woods       | Suzuki | 84.06 mph | 2:14.40.6 |
| 4    | G.Hunter         | Ducati | 83.94 mph | 2:14.52.4 |
| 5    | Roy Boughley     | Honda  | 82.26 mph | 2:17.37.6 |
| 6    | Raymond Ashcroft | Suzuki | 76.59 mph | 2:27.48.8 |
| 7    | Tom Loughridge   | Suzuki | 76.32 mph | 2:28.19.0 |
| 8    | C.Luton          | Ducati | 72.50 mph | 2:36.08.0 |

### Sidecar TT classe 750
(non valida per il Motomondiale)
92 equipaggi alla partenza, 38 al traguardo.
Giro più veloce: il 1º di Klaus Enders (BMW) in 24' 30" 6.
3 giri (113.00 miglia/182,130 km).
| Pos. | Pilota/Passeggero                 | Moto    | Velocità  | Tempo     |
| ---- | --------------------------------- | ------- | --------- | --------- |
| 1    | Siegfried Schauzu/Horst Schneider | BMW     | 90.21 mph | 1.15.18.0 |
| 2    | Peter Brown/Mick Casey            | BSA     | 85.97 mph | 1.19.00.4 |
| 3    | E.H.Leece/John Molyneux           | LWC     | 81.02 mph | 1.23.50.2 |
| 4    | Bill Cooper/D.B. Argent           | WEC     | 80.68 mph | 1.24.11.8 |
| 5    | Mick Horsepole/E. MacPherson      | Triumph | 80.64 mph | 1.24.14.2 |
| 6    | A.J.Sansum/Alex MacFadzean        | Triumph | 79.58 mph | 1.25.21.6 |
| 7    | Mac Hobson/Geoff Atkinson         | BSA     | 79.44 mph | 1.25.30.6 |
| 8    | A.Swindells/D. Bayer              | WEC     | 79.02 mph | 1.25.57.0 |
| 9    | Roy Woodhouse/Dog Woodhouse       | Honda   | 78.39 mph | 1.26.38.6 |
| 10   | Peter Krukowski/Alistair Lewis    | BSA     | 77.76 mph | 1.27.21.0 |

### Lightweight TT (classe 250)
71 piloti alla partenza, 33 al traguardo.
| Pos. | Pilota            | Moto   | Velocità  | Tempo     | Punti |
| ---- | ----------------- | ------ | --------- | --------- | ----- |
| 1    | Kel Carruthers    | Yamaha | 96.13 mph | 2:21.19.2 | 15    |
| 2    | Rodney Gould      | Yamaha | 93.75 mph | 2:24.54.0 | 12    |
| 3    | Gunter Bartusch   | MZ     | 93.75 mph | 2:26.58.0 | 10    |
| 4    | Chas Mortimer     | Yamaha | 91.95 mph | 2:27.44.2 | 8     |
| 5    | Peter Berwick     | Suzuki | 91.93 mph | 2:27.46.0 | 6     |
| 6    | Alex George       | Yamaha | 91.42 mph | 2:28.35.8 | 5     |
| 7    | Ian Richards      | Yamaha | 91.22 mph | 2:28.53.6 | 4     |
| 8    | Börje Jansson     | Yamaha | 90.57 mph | 2:29.59.6 | 3     |
| 9    | Tony Smith        | Yamaha | 90.44 mph | 2:30.12.2 | 2     |
| 10   | W.A. 'Bill' Smith | Yamaha | 90.20 mph | 2:30.36.2 | 1     |

### Sidecar TT (classe 500)
70 equipaggi alla partenza, 39 al traguardo.
| Pos. | Pilota/Passeggero                        | Moto                | Velocità  | Tempo     | Punti |
| ---- | ---------------------------------------- | ------------------- | --------- | --------- | ----- |
| 1    | Klaus Enders/Wolfgang Kalauch            | BMW                 | 92.93 mph | 1:13.05.6 | 15    |
| 2    | Siegfried Schauzu/Horst Schneider        | BMW                 | 90.64 mph | 1:14.56.4 | 12    |
| 3    | Heinz Luthringshauser/Hans-Jürgen Cusnik | BMW                 | 88.25 mph | 1:16.58.0 | 10    |
| 4    | Jean Claude Castella/Albert Castella     | BMW                 | 87.91 mph | 1:17.16.0 | 8     |
| 5    | Horst Owesle/Julius Kremer               | Münch-URS           | 87.99 mph | 1:17.22.0 | 6     |
| 6    | George Auerbacher/Hermann Hahn           | BMW                 | 86.81 mph | 1:18.14.6 | 5     |
| 7    | Arsenius Butscher/Karl Lauterbach        | BMW                 | 83.25 mph | 1:21.35.6 | 4     |
| 8    | Charlie Freedman/Eddie Fletcher          | Norton              | 79.86 mph | 1:25.02.8 | 3     |
| 9    | Bill Currie/Frank Kay                    | GSM-Triumph-Weslake | 79.28 mph | 1:25.40.6 | 2     |
| 10   | Mick Horspole/John McPherson             | Triumph             | 77.64 mph | 1:27.28.8 | 1     |

### Junior TT (classe 350)
99 piloti alla partenza, 40 al traguardo.
| Pos. | Pilota              | Moto      | Velocità   | Tempo     | Punti |
| ---- | ------------------- | --------- | ---------- | --------- | ----- |
| 1    | Giacomo Agostini    | MV Agusta | 101.77 mph | 2:13.28.6 | 15    |
| 2    | Alan Barnett        | Aermacchi | 94.16 mph  | 2:18.23.8 | 12    |
| 3    | Paul Smart          | Yamaha    | 93.93 mph  | 2:20.08.8 | 10    |
| 4    | Malcolm Uphill      | Yamaha    | 95.55 mph  | 2:22.10.0 | 8     |
| 5    | Tony Rutter         | Yamaha    | 94.60 mph  | 2:23.36.0 | 6     |
| 6    | Peter Berwick       | Aermacchi | 93.32 mph  | 2:25.34.2 | 5     |
| 7    | Ray Pickrell        | Aermacchi | 91.47 mph  | 2:28.30.6 | 4     |
| 8    | Robin Duffty        | Aermacchi | 91.40 mph  | 2:28.37.8 | 3     |
| 9    | Tommy Robb          | Yamaha    | 90.92 mph  | 2:29.24.6 | 2     |
| 10   | John Trevor Findlay | Norton    | 90.82 mph  | 2:29.34.0 | 1     |

### Ultra-Lightweight TT (125 cc)
50 piloti alla partenza,26 al traguardo.
| Pos. | Pilota           | Moto    | Velocità  | Tempo     | Punti |
| ---- | ---------------- | ------- | --------- | --------- | ----- |
| 1    | Dieter Braun     | Suzuki  | 89.27 mph | 1:16.05.0 | 15    |
| 2    | Börje Jansson    | Maico   | 86.56 mph | 1:18.24.4 | 12    |
| 3    | Gunter Bartusch  | MZ      | 85.93 mph | 1:19.02.8 | 10    |
| 4    | Steve Murray     | Honda   | 84.65 mph | 1:20.14.6 | 8     |
| 5    | Fred Launchbury  | Bultaco | 84.25 mph | 1:20.37.8 | 6     |
| 6    | Jim Curry        | Honda   | 83.99 mph | 1:20.52.0 | 5     |
| 7    | Tommy Robb       | Maico   | 81.70 mph | 1.23.08.8 | 4     |
| 8    | John Kiddie      | Honda   | 81.27 mph | 1.23.34.8 | 3     |
| 9    | Barrie Dickinson | Honda   | 80.43 mph | 1.24.27.0 | 2     |
| 10   | Ken Armstrong    | Honda   | 79.21 mph | 1.25.45.2 | 1     |

### Senior TT (classe 500)
86 piloti alla partenza, 41 al traguardo.
| Pos. | Pilota            | Moto             | Velocità   | Tempo     | Punti |
| ---- | ----------------- | ---------------- | ---------- | --------- | ----- |
| 1    | Giacomo Agostini  | MV Agusta        | 101.52 mph | 2:13.47.6 | 15    |
| 2    | Peter Williams    | Matchless        | 97.76 mph  | 2:18.57.0 | 12    |
| 3    | W.A. 'Bill' Smith | Kawasaki         | 96.26 mph  | 2:21.07.6 | 10    |
| 4    | Jack Findlay      | Seeley-Matchless | 95.99 mph  | 2:21.31.4 | 8     |
| 5    | John Williams     | Matchless        | 94.19 mph  | 2:24.13.6 | 6     |
| 6    | Tony Jefferies    | Matchless        | 93.80 mph  | 2:24.49.2 | 5     |
| 7    | Selwyn Griffiths  | Matchless        | 93.54 mph  | 2:25.13.6 | 4     |
| 8    | Brian Adams       | Norton           | 93.53 mph  | 2:25.14.0 | 3     |
| 9    | Vincent Duckett   | Seeley-Matchless | 92.80 mph  | 2:26.23.6 | 2     |
| 10   | Steve Spencer     | Norton           | 92.61 mph  | 2:26.41.2 | 1     |

## Fonti e bibliografia
- L'edizione 1970 sul sito ufficiale del Tourist Trophy, su iomtt.com.
- Motociclismo, luglio 1970.